# Fouzi Al-Shehri
Fouzi Al-Shehri (arab. فوزي الشهري; ur. 15 maja 1980 roku) – saudyjski piłkarz występujący na pozycji obrońcy. Obecnie gra w Al-Ahli Dżudda.

## Kariera klubowa
Fouzi Al-Shehri zawodową karierę rozpoczynał w 1998 roku w Al-Quadisiya Khobar. Następnie zdecydował się zmienić klub i podpisał kontakt z Al-Ahli Dżudda, barwy którego reprezentował od rozgrywek 2001/02. W debiutanckim sezonie w nowym klubie Al-Shehri zajął z Al-Ahli czwarte miejsce w saudyjskiej ekstraklasie. W 2002 i 2007 roku Saudyjczyk wraz z drużyną zwyciężył w rozgrywkach Crown Prince Cup, w 2000 roku triumfował też w turnieju Gulf Club Champions Cup i sięgnął po Arabską Ligę Mistrzów.

## Kariera reprezentacyjna
W 2002 roku Nasser Al-Johar powołał Al-Shehriego do 23-osobowej kadry reprezentacji Arabii Saudyjskiej na Mistrzostwa Świata. Na boiskach Korei Południowej i Japonii Saudyjczycy nie zdobyli ani jednego punktu i odpadli już w rundzie grupowej. Pierwsze spotkanie turnieju przeciwko Niemcom (0:8) saudyjski obrońca spędził na ławce rezerwowych, jednak w pojedynkach z Kamerunem (0:1) i Irlandią (0:3) rozegrał pełne 90 minut. Były to pierwsze mecze, jakie Al-Shehri rozegrał w drużynie narodowej.